# Кубок Еміра Кувейту з футболу 2023
Кубок Еміра Кувейту з футболу 2023 — 61-й розіграш кубкового футбольного турніру у Кувейті. Титул володаря кубка здобув Аль-Кувейт.

## Календар
| Раунд        | Дата             | Матчі | Клуби  |
| ------------ | ---------------- | ----- | ------ |
| Перший раунд | 22-24 січня 2023 | 7     | 15 → 8 |
| 1/4 фіналу   | 27-28 січня 2023 | 4     | 8 → 4  |
| 1/2 фіналу   | 3 травня 2023    | 2     | 4 → 2  |
| Фінал        | 9 травня 2023    | 1     | 2 → 1  |

## Перший раунд
| Команда 1           | Рахунок      | Команда 2     |
| ------------------- | ------------ | ------------- |
| 22 січня 2023       |              |               |
| Аль-Сулайбікхат (2) | 1:3          | Бурган (2)    |
| Аль-Арабі           | 6:1          | Аль-Ярмук (2) |
| 23 січня 2023       |              |               |
| Аль-Кувейт          | 3:3 пен. 5:4 | Ат-Тадамун    |
| Ан-Наср             | 1:0          | Аль-Джахра    |
| Аль-Шабаб (2)       | 0:1          | Ас-Сальмія    |
| 24 січня 2023       |              |               |
| Хайтан (2)          | 1:1 пен. 3:5 | Аль-Фахахіль  |
| Аль-Кадісія         | 3:1 дч       | Аль-Сахель    |

## 1/4 фіналу
| Команда 1     | Рахунок      | Команда 2   |
| ------------- | ------------ | ----------- |
| 27 січня 2023 |              |             |
| Аль-Кувейт    | 1:0 дч       | Ас-Сальмія  |
| Ан-Наср       | 0:1          | Аль-Арабі   |
| 28 січня 2023 |              |             |
| Аль-Фахахіль  | 1:1 пен. 3:4 | Аль-Кадісія |
| Казма         | 2:0          | Бурган (2)  |

## 1/2 фіналу
| Команда 1     | Рахунок      | Команда 2   |
| ------------- | ------------ | ----------- |
| 3 травня 2023 |              |             |
| Аль-Кувейт    | 4:0          | Аль-Кадісія |
| Казма         | 2:2 пен. 4:3 | Аль-Арабі   |

## Фінал
| 9 травня 2023 19:00 (EEST) |

| Аль-Кувейт                  | 3:0 дч   | Казма |
| --------------------------- | -------- | ----- |
| Беррахма 93', 106' Амрі 99' | Протокол |       |

| Джабер-ель-Ахмед, Ель-Кувейт Арбітр: Шон Еванс |